# Wayne Moore
Wayne Moore (Estados Unidos, 20 de noviembre de 1931-20 de febrero de 2015) fue un nadador estadounidense especializado en pruebas de estilo libre, donde consiguió ser campeón olímpico en 1952 en los 4x200 metros.

## Carrera deportiva
En los Juegos Olímpicos de Helsinki 1952 ganó la medalla de oro en los relevos de 4x200 metros estilo libre, con un tiempo 8:31.1 segundos, por delante de Japón (plata) y Francia (bronce); sus compañeros de equipo fueron los nadadores: Bill Woolsey, Ford Konno y Jimmy McLane.